# Шахраг
Шахраг (персијски: شهرگ; такође се пише Шахрак) је био ирански аристократа, који је служио као гувернер Парса током арапске инвазије на Иран.
Први пут се помиње 644. године, када је код Истахра победио арапског војсковођу Ел Ала ел Хадрамија. Нешто касније, Осман ибн Аби ел Ас је основао је војну базу у Таваџу, а недуго затим поразио и убио Шахрага у близини Ревшахра (међутим други извори наводе да га је Шахраков брат убио).